# 洛特·伍本-莫伊
卡洛特·梅·“洛特”·伍本-莫伊（英語：Carlotte Mae "Lotte" Wubben-Moy；1999年1月11日—），英格兰女子职业足球运动员，司职后卫，目前效力于阿森纳足球俱乐部和英格兰女子足球代表队。她曾代表英格兰参加2022年欧洲女子足球锦标赛和2023年国际足联女子世界杯等多场国际赛事。

## 榮譽

### 俱樂部
阿仙奴
- 英格蘭女子聯賽盃（英语：FA Women's League Cup）：2015、2022–23、2023–24
- 英格蘭女子足總盃：2016
- 歐洲女子冠軍聯賽：2024–25

### 國家隊
英格蘭
- 國際足協女子世界盃亞軍：2023
- 歐洲女子足球錦標賽冠軍：2022[4]、2025
- 女子洲際超級盃冠軍：2023[5]
- 阿諾德·克拉克盃（英语：Arnold Clark Cup）冠軍：2023